# 尼约伊莱斯普瓦尔
尼约伊莱斯普瓦尔（法語：Nieuil-l'Espoir，法語發音：[njœj lɛspwaʁ]）是法国新阿基坦大区维埃纳省的一个市镇，位于该省中部略偏南，属于普瓦捷区。

## 地理
尼约伊莱斯普瓦尔（46°28'56"N, 0°27'15"E）面积20.64 平方千米，位于法国新阿基坦大区维埃纳省，该省份为法国中西部省份，北起曼恩-卢瓦尔省和安德尔-卢瓦尔省，西接德塞夫勒省，南至夏朗德省，东南接上维埃纳省，东临安德尔省。
与尼约伊莱斯普瓦尔接壤的市镇（或旧市镇、城区）包括：弗勒雷、日宰、米尼亚卢-博瓦尔、努阿耶莫佩尔蒂、萨维尼莱韦斯科、韦尔农、拉维勒迪约迪克兰。

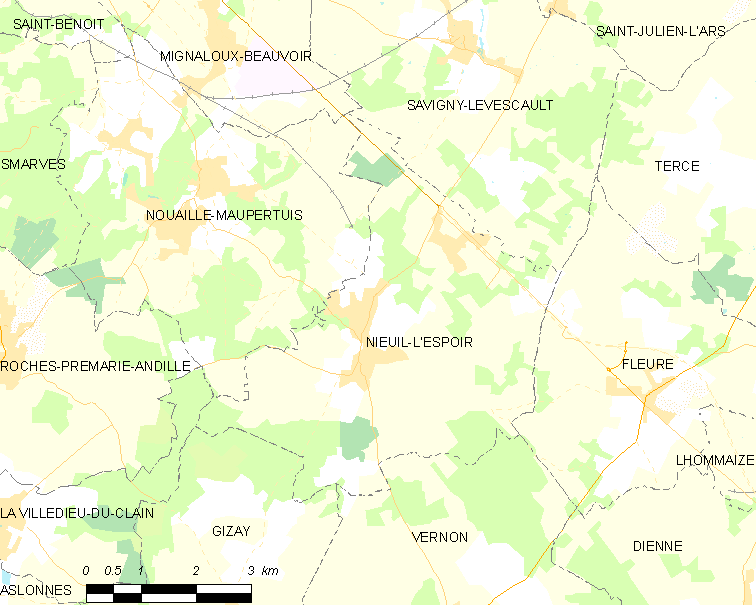
尼约伊莱斯普瓦尔的OSM定位图

尼约伊莱斯普瓦尔的时区为UTC+01:00、UTC+02:00（夏令时）。

## 行政
尼约伊莱斯普瓦尔的邮政编码为86340，INSEE市镇编码为86178。

## 政治
尼约伊莱斯普瓦尔所属的省级选区为维沃讷县。

## 人口

1962-2008年间尼约伊莱斯普瓦尔人口变化图示

尼约伊莱斯普瓦尔于2022年1月1日时的人口数量为2680人。